# Willy Spatz
Willy Spatz (né le 7 septembre 1861 à Düsseldorf, mort le 4 août 1931 dans la même ville) est un peintre et lithographe allemand.

## Biographie
Wilhelm Spatz, dit Willy, est le cinquième des huit enfants de Gustav Wilhelm Gerhard Spatz, petit commerçant, et Johanna Wilhelmina.
En 1879, il sort du Realgymnasium (de). Jusqu'en 1891, vivant dans la maison de sa mère Sternstraße 71, il fréquente ensuite l'académie des beaux-arts de Düsseldorf. Il est l'élève de Hugo Crola (classe préparatoire), Heinrich Lauenstein (classe élémentaire), Adolf Schill (classe de décoration et d'ornementation) et Peter Janssen qui devient son maître général. Il apprend les techniques de gravure auprès de Carl Ernst Forberg. Il fait connaître son talent de lithographe en tant que membre de "St. Lukas-Club ", fondé notamment par Olof Jernberg, Heinrich Hermanns, Helmuth Liesegang, August Deusser, Otto Heichert, Gustav Wendling et Arthur Kampf, qui épouse en 1889 sa plus jeune sœur, Mathilde Spatz.
Par la suite, Spatz va à Munich pour un an auprès de Carl von Marr à l'académie des beaux-arts. Tant en termes de coloriste qu'en termes de représentation des motifs religieux d'une manière contemporaine, cette période est d'une grande importance pour son développement artistique. Il fait un voyage d'études d'un an à Paris.

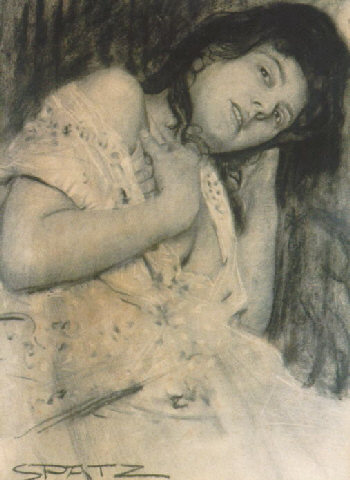
Portrait d'une jeune femme

En 1897, Spatz reçoit un poste à l'Académie de Düsseldorf, d'abord en tant que professeur de classe élémentaire. Jusqu'en 1926, il est professeur titulaire du département de peinture, il dirige également une école d'art pour les femmes. Spatz est considéré comme l'un des derniers représentants de l'école de peinture de Düsseldorf. Déjà ses premières peintures marquent un mélange du pathos traditionnel de la peinture d'histoire, des tendances de genre et des efforts modernes pour l'abstraction. Son travail montre l'éclairage de la peinture de salon de Paris, les éléments de conception de l'Art nouveau qui créent l'humeur et un réalisme saisissant, partiellement caricaturale de vieux maîtres.
Spatz est connu pour ses peintures à l'huile et ses fresques historiques. En particulier, un cycle de fresques dans la chapelle du château de Burg (créés de 1899 à 1901) lui apporte la percée pour un certain nombre d'autres créations de ce genre. En 1902, il est fait sous-officier de l'ordre de l’Aigle rouge.
La plupart des travaux majeurs de Spatz sont détruits pendant la Seconde Guerre mondiale. Cependant, le cycle est conservé au tribunal régional supérieur de Düsseldorf, y compris ses explications.
Spatz est membre de l'association des artistes de Düsseldorf Malkasten, vers 1900 au conseil d'administration, et de la revue Die Rheinlande.

## Élèves
- Ellen Auler (1899–1959), élève en cours privé
- Paula Baruch (1882–1968), plus tard épouse de Paul Häberlin
- Richard Bloos (de)
- Lorenz Bösken (de)
- Wilhelm Brandenberg (de) (alias Wilhelm Ludger)
- Max Burchartz (de)
- Wilhelm Christens
- Walter Corde (de)
- Eugen Düssel
- Edgar Ehses (de)
- Robert Erbelding (de)
- Arthur Erdle (de)
- Willy Hanft (de)
- Edmund Anton Kohlschein (de)
- Will Küpper (de)
- Heinz May
- Gabriele Münter
- Heinrich Nauen
- Walter Ophey
- Wolfgang Pagenstecher (de)
- Josef Pallenberg (de)
- Oswald Petersen (de)
- Wilhelm Pippert (de)
- Heinrich Repke
- Emma Ritter (de)
- Georg Sluyterman von Langeweyde (de)
- Paula Sedana Schiff-Magnussen (de)
- Wilhelm Schmetz (de)
- Hans Schröers (de)
- Albert Spethmann (de)
- Wilhelm Techmeier (de)
- Gustava von Veith (de), élève en cours privé
- Carl Weisgerber (de)
- Paul Wellershaus (de)
- Otto von Wille (de)